# Liste der Baudenkmäler in Mindelstetten
Auf dieser Seite sind die Baudenkmäler in der oberbayerischen Gemeinde Mindelstetten zusammengestellt. Diese Tabelle ist eine Teilliste der Liste der Baudenkmäler in Bayern. Grundlage ist die Bayerische Denkmalliste, die auf Basis des Bayerischen Denkmalschutzgesetzes vom 1. Oktober 1973 erstmals erstellt wurde und seither durch das Bayerische Landesamt für Denkmalpflege geführt wird. Die folgenden Angaben ersetzen nicht die rechtsverbindliche Auskunft der Denkmalschutzbehörde.
 Die Liste gibt den Fortschreibungsstand vom 31. August 2017 wieder und umfasst dreizehn Baudenkmäler.

## Baudenkmäler nach Ortsteilen

### Mindelstetten
| Lage                               | Objekt                               | Beschreibung | Akten-Nr.    | Bild           |
| ---------------------------------- | ------------------------------------ | --- | ------------ | -------------- |
| Anna-Schäffer-Straße 10 (Standort) | Kleinbauernhaus                      | Erdgeschossiger winkelförmiger Bau mit hohem Kniestock, Kalkplattendach, erste Hälfte 19. Jahrhundert (Geburtshaus der Anna Schäfer, gestorben 1925 im Ruf der Heiligkeit).                                                                                                | D-1-76-147-4 | weitere Bilder |
| Kapellenplatz 5 (Standort)         | Kapelle St. Maria                    | Kleiner Massivbau mit Satteldach und Dachreiter, neoklassizistische Putzgliederung, bezeichnet mit dem Jahr 1835; mit Ausstattung; an der Abzweigung nach Oberdolling. | D-1-76-147-5 | weitere Bilder |
| Kirchplatz 5 (Standort)            | Katholische Pfarrkirche St. Nikolaus | Saalkirche mit Steildach, Chorturm, 1421, gotisierende Anlage nach Plänen von Heinrich Hauberrisser 1904/05, südlich angebaut moderner hallenförmiger Neubau mit Satteldach und eingezogenem rechteckigem Choranbau nach Plänen von Manfred Blasch, 1995; mit Ausstattung. | D-1-76-147-1 | weitere Bilder |

### Grashausen
| Lage                     | Objekt                                 | Beschreibung | Akten-Nr.    | Bild           |
| ------------------------ | -------------------------------------- | --- | ------------ | -------------- |
| Marktstraße 1 (Standort) | Katholische Filialkirche St. Dionysius | Saalkirche mit Steildach, polygonaler Chor, viergeschossiger Turm mit Putzgliederung, 1447 erbaut, 1802 abgebrochen, Neuerrichtung 1820; mit Ausstattung. | D-1-76-147-6 | weitere Bilder |

### Hiendorf
| Lage                     | Objekt                                      | Beschreibung | Akten-Nr.    | Bild           |
| ------------------------ | ------------------------------------------- | --- | ------------ | -------------- |
| Dorfstraße 14 (Standort) | Katholische Filialkirche St. Peter und Paul | Saalkirche mit Steildach, im Kern romanisch, Chor und Dachreiter Ende 17. Jahrhundert, Langhaus 1881 erweitert; mit Ausstattung. | D-1-76-147-7 | weitere Bilder |

### Hüttenhausen
| Lage                              | Objekt                               | Beschreibung | Akten-Nr.    | Bild                                 |
| --------------------------------- | ------------------------------------ | --- | ------------ | ------------------------------------ |
| Am Winkel 3; Am Winkel (Standort) | Katholische Filialkirche St. Blasius | Saalkirche mit Satteldach, Chorturm mit oktogonalem Aufbau, ehemals romanische Anlage, erweitert und ausgebaut Ende 17./Anfang 18. Jahrhundert; mit Ausstattung; Kirchhofummauerung, 17./18. Jahrhundert. | D-1-76-147-8 | Katholische Filialkirche St. Blasius |

### Imbath
| Lage                    | Objekt                               | Beschreibung                                                           | Akten-Nr.    | Bild           |
| ----------------------- | ------------------------------------ | ---------------------------------------------------------------------- | ------------ | -------------- |
| Ringstraße 1 (Standort) | Katholische Filialkirche St. Gertrud | Saalkirche mit Steildach, und Apsis, 1841 neu erbaut; mit Ausstattung. | D-1-76-147-9 | weitere Bilder |

### Oberoffendorf
| Lage                                    | Objekt                                 | Beschreibung | Akten-Nr.     | Bild           |
| --------------------------------------- | -------------------------------------- | --- | ------------- | -------------- |
| Römerstraße 3; Salvatorweg 2 (Standort) | Katholische Filialkirche St. Katharina | kleiner Saalbau mit Steildach und Dachreiter, 1371–73, erweitert im 17. Jahrhundert; mit Ausstattung; mit Friedhofsmauer, 18./19. Jahrhundert. | D-1-76-147-10 | weitere Bilder |

### Offendorf
| Lage                     | Objekt                            | Beschreibung | Akten-Nr.     | Bild                              |
| ------------------------ | --------------------------------- | --- | ------------- | --------------------------------- |
| Marienplatz 1 (Standort) | Schloss                           | Zweigeschossiger Satteldachbau mit Eckerkertürmen und Schweifgiebel, Portal bezeichnet mit dem Jahr 1612; vierseitig umbauter Schlosshof mit Wirtschaftstrakten, der westliche ehemals Brauerei mit gotisierenden Fenstern und Torbogen, 18./19. Jahrhundert. | D-1-76-147-12 | weitere Bilder                    |
| Marienplatz 5 (Standort) | Katholische Pfarrkirche St. Maria | Turm romanisch, übrige Teile der Kirche neu erbaut über polygonalem Grundriss, 1960; mit Ausstattung. | D-1-76-147-11 | Katholische Pfarrkirche St. Maria |

### Tettenagger
| Lage                                    | Objekt                               | Beschreibung | Akten-Nr.     | Bild           |
| --------------------------------------- | ------------------------------------ | --- | ------------- | -------------- |
| Lindenplatz 6; Lindenplatz 5 (Standort) | Katholische Filialkirche St. Andreas | Saalkirche mit Steildach, romanische Chorturmanlage, 1340, Turmobergeschosse 1676, Erweiterung des Langhauses 1907; mit Ausstattung; Kirchhofmauer, wohl 18. Jahrhundert. | D-1-76-147-13 | weitere Bilder |
| Stockauer Weg (Standort)                | Feldkapelle                          | Kleiner Massivbau mit Kalkplattendach, bezeichnet mit dem Jahr 1911; mit Ausstattung; an der Straße nach Hüttenhausen.                                                    | D-1-76-147-14 | weitere Bilder |
| Stockauer Weg (Standort)                | Feldkreuz                            | Kalksteinpfeiler mit eisernem Kruzifixus, bezeichnet mit dem Jahr 1819; neben der Kapelle.                                                                                | D-1-76-147-15 | weitere Bilder |